# Бриеннская военная школа
Бриеннская военная школа (фр. École militaire de Brienne) — военная школа во французском городе Бриен-ле-Шато, известная как место учёбы Наполеона Бонапарта.
Изначально монастырская школа минимов, предназначенная для обучения детей общины Бриен-ле-Шато, это учреждение было преобразовано в коллеж в 1730 году. В 1774 году стараниями монахов, а также благодаря поддержке тулузского архиепископа и его брата графа де Бриенн — военного министра при Людовике XVI, преподавание в школе было расширено.
В 1776 году правительство выбрало коллеж для организации на его основе одного из двенадцати отделений Парижской военной школы. Военная школа в Бриене была закрыта в годы Французской революции в 1790 году. Здания школы были выставлены на торги и со временем обветшали.
Наиболее известным выпускником школы был Наполеон Бонапарт. Он поступил в школу в неполные десять лет, в апреле 1779 года, и проучился в ней пять лет, до 17 октября 1784 года. Позднее в школе учился и брат Наполеона Люсьен.
Во время сражения между французской и прусской армиями 29 января 1814 года город Бриенн был подожжён и разрушен. Наполеон пообещал вновь отстроить город, учредить здесь императорскую резиденцию и военную школу. В своём завещании, составленном на острове Святой Елены, он распорядился «предусмотреть из его частных средств один миллион франков для города Бриенна, и двести тысяч франков для наиболее пострадавших жителей города».
Постановлением от 29 июня 1933 года здания старой военной школы включены в реестр исторических памятников.

## Программа обучения
Восемь часов в день занимали уроки математики, латинского, французского и немецкого языков, истории, географии, физики, фортификации, стрелковая подготовка, а также фехтование, танцы и музыка (присутствие в списке последних трех дисциплин указывало на то, что Бриенн был, кроме прочего, пансионом для детей знатных родителей). Обучение требовало физической и интеллектуальной выносливости.

## Известные выпускники
- Наполеон Бонапарт
- Люсьен Бонапарт
- Луи Никола Даву
- Луи Антуан Фовель де Бурьенн
- Шарль Пишегрю
- Шарль-Этьен Гюден де ла Саблоньер